# Carlos Cezar de Souza
Carlos Cezar de Souza (Ribeirão Preto, 6 settembre 1938 – 1º aprile 2011) è stato un calciatore brasiliano, di ruolo attaccante.

## Carriera
Dopo aver militato nelle giovanili del Portuguesa, nel 1956 passa nella squadra della sua città, il Comercial FBC nel quale si mette in luce per le sue buone capacità realizzative. Dopo un periodo in prestito con il San Paulo nel 1957, torna al Comercial e nel 1959 segna 2 dei 4 gol che consentono alla sua squadra di prevalere sul Corinthians e di approdare nella massima serie.
Viene scovato nell'estate del 1962 dall'allenatore della SPAL Serafino Montanari che viene spedito dal suo presidente - Paolo Mazza, reduce dal Mondiale cileno - nel tentativo di trovare un attaccante efficace a basso costo che possa fare coppia con il nuovo titolare Gianni Bui e irrobustire una giovane SPAL che si prepara a disputare il suo dodicesimo campionato consecutivo di Serie A. L'affare si fa e De Souza sbarca a Ferrara per 20 milioni di lire. Il suo debutto in massima serie avviene alla quarta giornata - il 7 ottobre 1962 a Genova contro la Sampdoria - e De Souza segna al 59' la rete che regala la vittoria alla SPAL che, a seguito di quel successo, si trova solitaria in vetta alla classifica. L'inizio è pertanto promettente e il carioca, dopo essere andato a secco a Torino, segna altri 2 gol il altrettante partite - uno nella vittoria interna contro la Roma e quello della bandiera nella sconfitta esterna contro il Bologna. Il 9 dicembre l'attaccante di Ribeirão Preto segna di nuovo ma convince sempre meno Mazza che lo ritiene efficace nell'eseguire le punizioni - che vengono sempre più spesso affidate a lui anziché allo specialista Sergio Cervato - ma evanescente nel gioco di squadra e tecnicamente approssimativo. De Souza segna di nuovo contro il Palermo, regalando la vittoria ai ferraresi il 20 gennaio 1963, e poi si appanna e spesso viene messo fuori squadra. I rapporti tra Mazza e Montanari si incrinano per la scelta del brasiliano e quest'ultimo abbandona polemicamente la SPAL - che viene affidata ad Aurelio Marchese - proprio alla vigilia della gara interna con il Venezia, partita che, il 28 aprile 1963 la SPAL pareggia in casa con il risultato di 1 a 1 proprio grazie ad una rete di De Souza.
Nel campionato successivo la SPAL viene affidata a Giacomo Blason e il 9 settembre Il riconfermato De Souza gioca a Trieste contro la Triestina in una gara del primo turno eliminatorio di Coppa Italia. La Spal vince 2 a 0 e al gol di Cervato segue quello del brasiliano. In campionato le cose si fanno più complicate e De Souza, in una squadra che al termine della stagione retrocederà in Serie B, non trova spazio adeguato; gioca 7 partite - l'ultima delle quali il 22 marzo 1964 in una gara casalinga conclusasi a reti inviolate contro l'Atalanta - senza segnare alcun gol.
Poco apprezzato da Mazza, sostenuto da una parte del pubblico ferrarese ma beccato spesso da un'altra parte del medesimo, afflitto dalla saudade e prossimo al matrimonio, alla fine del suo secondo campionato in Italia De Souza riparte per il Brasile e continua a giocare nel Comercial fino al 1973.
Con la SPAL, De Souza ha giocato 26 partite in Serie A segnando 6 reti, 2 partite di Coppa Italia segnando una rete e 3 partite di Coppa dell'amicizia segnando un gol.